# Manuel Bucuane
Manuel José Luís Bucuane, conocido como Tico-Tico (Lourenço Marques (hoy Maputo), 16 de agosto de 1973) es un exfutbolista mozambiqueño. Jugó como delantero y su último equipo fue el Desportivo de Maputo de Mozambique.

## Carrera

### Clubes
Comenzó su carrera en el deporte de Maputo , y en 1994 se mudó a CF Estrela da Amadora de Portugal , permaneciendo en el club hasta mediados del año siguiente. Regresó a su país natal en 1995 para jugar por deporte en Maputo.
Entre 1996 y 2000, jugó para el equipo de Jomo Cosmos de Sudáfrica. Después de un breve paso por el Tampa Bay Mutiny de Estados Unidos , incluso en 2000, regresó a Jomo Cosmos, donde permaneció durante dos años.
También jugó para Supersport United, Orlando Pirates y Maritzburg United , todos de Sudáfrica, entre 2004 y 2008, cuando regresó a Jomo Cosmos por tercera vez. Terminó su carrera en 2010, después de su tercera visita al deporte de Maputo.

### Selección
Tico-Tico posee el récord de máximo goleador de la Selección de Fútbol de Mozambique donde jugó 83 partidos, con 27 goles anotados entre 1995 y 2010. Participó en 3 ediciones de la Copa Africana de Naciones (1996, 1998 y 2010).
En septiembre de 2012, fue honrado por la Federación de Fútbol de Mozambique por su carrera internacional. Todavía jugó un partido de caridad como parte del tributo. Un año más tarde, fue elegido como embajador de la Selección Nacional de Mozambique.

## Clubes
| Club                  | País           | Año       | Partidos | Goles |
| --------------------- | -------------- | --------- | -------- | ----- |
| Desportivo de Maputo  | Mozambique     | 1992-1994 | 63       | 35    |
| CF Estrela da Amadora | Portugal       | 1994-1997 | 28       | 11    |
| Jomo cosmos           | Sudáfrica      | 1997-2000 | 91       | 44    |
| Tampa Bay Mutiny      | Estados Unidos | 2000      | 18       | 4     |
| Jomo cosmos           | Sudáfrica      | 2000-2004 | 104      | 32    |
| Supersport United     | Sudáfrica      | 2004-2006 | 40       | 8     |
| Orlando Pirates FC    | Sudáfrica      | 2006-2008 | 21       | 4     |
| Maritzburg United     | Sudáfrica      | 2008      | 8        | 0     |
| Jomo cosmos           | Sudáfrica      | 2008-2010 | 14       | 1     |
| Desportivo de Maputo  | Mozambique     | 2010-2011 | ?        | ?     |